# Заноги (Печорский район)
Заноги (латыш. Zanogi) — деревня в Печорском районе Псковской области России. Входит в состав сельского поселения «Лавровская волость».
Расположена на крайнем юго-востоке волости, в 16 км к юго-востоку от волостного центра, деревни Лавры и в 51 км к югу от райцентра, города Печоры. В 3,5 км к западу проходит граница c Латвией.
C 1920 до 1944 гг. входила в состав Яунлатгальского (Абренского) уезда Латвии.

## Население
Численность населения деревни по оценке на конец 2000 года составляла 7 жителей.
| 2001 | 2002 | 2010 |
| ---- | ---- | ---- |
| 7    | ↘2   | ↗3   |